# Emma Laine
Emma Laine (ur. 26 marca 1986 w Karlstad) – fińska tenisistka.

## Kariera tenisowa
Emma ma starszą siostrę Essi, która również gra w tenisa, jednak nie ma na koncie żadnych większych sukcesów. Jej matka, Erika, była pływaczką. Ojciec Emmy, Erkki, grał zawodowo w hokeja. Zdobył srebrny medal podczas Igrzysk Olimpijskich w Calgary. W dzieciństwie oprócz tenisa uprawiała również koszykówkę.
Laine jest najwyżej sklasyfikowaną reprezentantką Finlandii w rankingu WTA w historii. Nadal nie posiada żadnego zawodowego zwycięstwa turniejowego. W ramach rozgrywek juniorskich była nawet numerem dwa na świecie, ponadto osiągała półfinały imprez wielkoszlemowych.
W 2002 roku zadebiutowała w turnieju profesjonalnym w Helsinkach, przegrała jednak w pierwszej rundzie z Petrą Mandulą. Podobnie zakończyła się kolejna jej próba przez własną publicznością w roku następnym. Jak się później okazało – oczekiwanie na pierwszy turniejowy wygrany mecz opłacało się. W Luksemburgu jesienią 2004 pokonała samą Magdalenę Maleewą, zanim uległa Dinarze Safinie. Od tego sezonu legitymuje się licencją zawodowej tenisistki.
W sierpniu 2005 otrzymała szansę debiutu w turnieju wielkoszlemowym na US Open. Pokonała tam Chinkę Peng Shuai, ale druga runda okazała się wynikiem wystarczającym, by znaleźć się w gronie stu najlepszych rakiet na świecie. W innych turniejach nie odnosiła większych sukcesów, aczkolwiek warte wspomnienia są jej piłki meczowe, które miała w meczu z Francuzką Marion Bartoli w Québec. Równocześnie wygrywała zawody w kategorii ITF. W 2006 roku zapisała na swoim koncie kilka dobrych rezultatów, wśród których najwyższe to ćwierćfinał w Pattaya, czwarta runda w Indian Wells i trzecia runda w San Diego. To ostatnie dało jej możliwość awansu do czołowej pięćdziesiątki rankingu WTA. Zaliczyła także pierwsze deblowe zawodowe półfinały.
Początkowe miesiące sezonu 2007 były w wykonaniu Finki co najmniej niezadowalające; zawodniczka z Helsinek ani razu nie przeszła pierwszej rundy turnieju głównego. W drugiej połowie roku skupiła się na występach w imprezach ITF, gdzie zdobyła dwa tytuły deblowe, partnerując Marcie Domachowskiej i Ágnes Szávay.
Starty w 2008 rozpoczęła dopiero w maju, kiedy to zagrała w turnieju ITF w Szczecinie, odpadając w drugiej rundzie. W kolejnych dwóch turniejach tej samej rangi odpadała w 1/4 finału i w pierwszej rundzie. Zagrała w kwalifikacjach do turnieju WTA w Budapeszcie, lecz nie dokonała tego. Tydzień później, w Darmstadt poległa w drugiej rundzie. Dzięki dzikiej karcie zagrała w turnieju głównym Nordea Nordic Light Open, gdzie pokonała Aleksandrę Panową z Rosji.

## Wygrane turnieje rangi ITF
| turnieje z pulą nagród 100 000 $ |
| turnieje z pulą nagród 75 000 $  |
| turnieje z pulą nagród 50 000 $  |
| turnieje z pulą nagród 25 000 $  |
| turnieje z pulą nagród 15 000 $  |
| turnieje z pulą nagród 10 000 $  |

### Gra pojedyncza
|     | Data       | Turniej         | Kat. | ($)    | Naw.     | Finalistka            | Wynik            |
| 1.  | 01/02/2004 | Tipton          | ITF  | 10 000 | twarda   | Liana-Gabriela Balaci | 6:7, 6:2, 6:3    |
| 2.  | 22/02/2004 | Capriolo        | ITF  | 10 000 | dywanowa | Nika Ožegović         | 7:6, 6:7, 7:6    |
| 3.  | 14/04/2004 | Torre del Greco | ITF  | 10 000 | ziemna   | Chanelle Scheepers    | 3:6, 6:4, 6:0    |
| 4.  | 26/09/2004 | Jersey          | ITF  | 25 000 | twarda   | Elena Baltacha        | 3:6, 6:2, 6:1    |
| 5.  | 21/09/2005 | Helsinki        | ITF  | 25 000 | twarda   | Irina Kuzmina         | 6:0, 6:2         |
| 6.  | 18/01/2009 | Glasgow         | ITF  | 10 000 | twarda   | Stephanie Vongsouthi  | 4:6, 6:2, 7:6(2) |
| 7.  | 09/08/2009 | Savitaipale     | ITF  | 10 000 | ziemna   | Anett Shutting        | 7:5, 6:1         |
| 8.  | 09/03/2014 | Szarm el-Szejk  | ITF  | 10 000 | twarda   | Madrie Le Roux        | 6:2, 6:2         |
| 9.  | 03/08/2014 | Savitaipale     | ITF  | 10 000 | ziemna   | Maria Sakari          | 6:3, 5:7, 6:0    |
| 10. | 07/09/2014 | Antalya         | ITF  | 10 000 | twarda   | Nungnadda Wannasuk    | 6:0, 6:4         |
| 11. | 27/12/2015 | Hongkong        | ITF  | 10 000 | twarda   | Chihiro Muramatsu     | 6:1, 6:3         |